# Istocheta unicolor
Istocheta unicolor là một loài ruồi trong họ Tachinidae.